# Bettancourt-la-Ferrée
Bettancourt-la-Ferrée – miejscowość i gmina we Francji, w regionie Grand Est, w departamencie Górna Marna.
Według danych na rok 1990 gminę zamieszkiwało 2286 osób, a gęstość zaludnienia wynosiła 425 osób/km².